# Haliplus laminatus
Haliplus laminatus är en skalbaggsart som först beskrevs av Johann Gottlieb Schaller 1783.  Haliplus laminatus ingår i släktet Haliplus, och familjen vattentrampare. Arten är reproducerande i Sverige.

## Bildgalleri

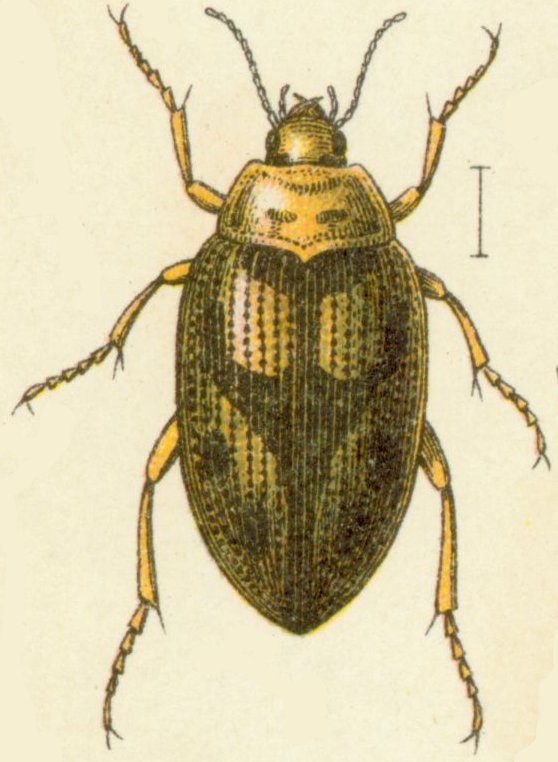